# 月刊カンテレ批評
月刊カンテレ批評（げっかんカンテレひひょう）は、2004年4月25日から2014年3月30日まで関西テレビ放送で放送されていた自己批評（自己検証）番組である。放送時刻は毎月最終日曜日の6時30分 - 7時00分（JST）。

## 概要
2004年3月まで放送されていた前番組『月刊8チャンネル』を改題・リニューアルする形で開始。関西テレビのあらゆる番組に対してその担当者が答えて、視聴者と関西テレビとの架け橋的な番組になる様にこの番組が有る。
番組内で放送されるCMはBPO（放送倫理・番組向上機構）のCM（30秒×2）のみである。CMの前に「続いてBPO放送倫理・番組向上機構からのお知らせです」と司会の女性アナウンサーが説明する。
エンディング・テーマはその月ごとに変わり、主に関西テレビが制作・放送するテレビ番組（主に『さんまのまんま』や『火10ドラマ』）の主題歌が使われる。

## 出演

### 司会
全員、担当当時の関西テレビアナウンサー

#### 現在
- 石巻ゆうすけ（2009年10月25日～）
- 関純子（2009年9月に一度降板するも、その後復帰）

#### 過去
- 杉山一雄
- 毛利八郎
- 杉本なつみ（2009年10月25日～）

### コメンテーター
各界で活躍する著名人が月替わりで出演し、視聴者の立場から関西テレビに対する意見を述べる。

## 主な内容

### 関西テレビからのお知らせ
関西テレビの社長会見やコンプライアンス報告などを視聴者に知らせる。

### 視聴者の声
関西テレビ視聴者センター（正式には「視聴者情報部」）に電話・メールで寄せられた番組への意見や苦情などを紹介し、担当部署からの回答を報告する。電話での問い合わせなどは関西弁で寄せられた意見も標準語に解釈せずにそのまま口頭で紹介する。

### メディアを斬る
番組コメンテーターが、放送メディアの疑問点を深く掘り下げる。
その他、番組審議会の報告が番組の最後にある。

## 『発掘!あるある大事典』の捏造問題での措置
『発掘!あるある大事典』シリーズにおいていわゆる“捏造”問題が明らかになった後の2007年1月号では、千草宗一郎社長（当時）と関西テレビを既に定年退職した杉山一雄（元司会）が、この番組上でそろって謝罪した。その後、2月号でも千草が謝罪し現在の状況を説明した。2007年3月号は3月25日放送予定のところ、『発掘!あるある大事典』の捏造問題で総務省からの処分が3月29日に出るのを待って4月1日に振り替えて放送された。